# 필리스 니콜슨
필리스 니콜슨(Phyllis Nicolson)은 크랭크-니콜슨 방법을 만든 영국의 여자 수학자로 51세에 유방암으로 사망했다.